# ドスラク語
ドスラク語（ドスラクご、英：Dothraki language、ドスラク語：Lekh Dothraki）は、ジョージ・R・R・マーティンのファンタジー小説シリーズ『氷と炎の歌』と、それをドラマ化したHBOの『ゲーム・オブ・スローンズ』の舞台における草原地帯「ドスラクの海」の住民である騎馬民族ドスラク族が話すという設定の架空の言語である。この言語は、アメリカの言語学者デイヴィッド・J・ピーターソンがマーティンの小説内のドスラク語の単語を元にテレビドラマのために製作したものである。
2011年9月現在、3163語が作られている。2012年には、アメリカ合衆国の146人の女児がドスラク語で"Khal"や支配者の妻を意味し、『氷と炎の歌』シリーズの登場人物であるデナーリス・ターガリエンの称号である"Khaleesi"と名付けられた。

## 製作
ドスラク語の語彙は、ドラマ化の前からピーターソンによって作られた。HBOは、言語を作るためにLanguage Creation Societyに依頼し、30人以上の人工言語作者が応募したが、デイヴィッド・ピーターソンがドスラク語の製作のために選ばれた。彼は撮影開始の前に1700語をHBOに提供した。ピーターソンはジョージ・R・R・マーティンの言語についての記述と、ロシア語、エストニア語、イヌイット語、スワヒリ語から着想を得た。
デイヴィッド・J・ピーターソンと彼が製作したドスラク語は2012年4月8日のCNNの番組The Next Listで特集された。さらに彼は『ゲーム・オブ・スローンズ』シーズン3のためにヴァリリア語群を作成した。

### 言語の制約
ドスラク語は二つの特異な制約のもとに製作された。第一に、本の中で既に用いられていた用法と一致すること。第二に俳優が発音しやすく学びやすいことである。これら二つの制約は、例えば無声閉鎖音が帯気音または英語のような無気音言語でもよいとするように、文法と音韻に影響を与えた。

## 音韻とローマ字化
デイヴィッド・J・ピーターソンは次のように語った。「御存じの通り、恐らく多くの人はアラビア語を実際どのように発音するのか知らないため、この言語はアラビア語のように聞こえるだろう。だがアラビア語を知っている者にとってはそうではない。私は、共に歯音を持つ（特徴的な咽頭音を除く）アラビア語とスペイン語を混ぜたような音を意図している。」
正書法に関しては、ドスラク人も、周辺民族(例えばラザール人)も記述体系をもたない。『氷と炎の歌』やその関連コンテンツにドスラク語の記述例が見られるということは、自由都市群や記述システムを持つ古代ギス帝国やクァースのような場所で発達した記述法を、ドスラク語に適応させたのかもしれない。

### 子音
ドスラク語には25子音がある。下表のセルの左がローマ字化された文字、右が国際音声記号である。
|            | 両唇音    | 唇歯音      | 歯音        | 歯茎音      | 後部歯茎音     | 硬口蓋音 | 軟口蓋音    | 口蓋垂音 | 声門音 |
| ---------- | --------- | ----------- | ----------- | ----------- | -------------- | -------- | ----------- | -------- | ------ |
| 破裂音     | p[p] b[b] |             | t [t̪] d [d̪] |             |                |          | k [k] g [ɡ] | q [q]    |        |
| 鼻音       | m [m]     |             | n [n̪]       |             |                |          |             |          |        |
| ふるえ音   |           |             |             | r [r]       |                |          |             |          |        |
| はじき音   |           |             |             | r [ɾ]       |                |          |             |          |        |
| 摩擦音     |           | f [f] v [v] | th [θ]      | s [s] z [z] | sh [ʃ] zh [ʒ]  |          | kh [x]      |          | h [h]  |
| 接近音     | w [w]     |             |             |             |                | y [j]    |             |          |        |
| 側面接近音 |           |             | l [l̪]       |             |                |          |             |          |        |
| 破擦音     |           |             |             |             | ch [tʃ] j [dʒ] |          |             |          |        |

二重音字kh、 sh、th、zhは全て摩擦音であり、chとjは破擦音である。cとxはドスラク語には現れない。ただし、cは二重音字chのみで現れる。 bとpは BharboやPonoなどの人名のみに現れる。無声破裂音は有気音になりうる。これによる語の意味の変化は起こらない。

### 母音
ドスラク語には4つの単母音と4つの二重母音がある。
| Vowels | Diphthongs |
| ------ | ---------- |
| i [i]  | iy [ij]    |
| e [e]  | ey [ej]    |
| o [o]  | oy [oj]    |
| a [a]  | ay [aj]    |

氷と炎の歌の作中で、uは母音として現れず、qの後でのみ現れ、それはJhiqui and Quaroなどの人名のみで現れる。
複数の母音の連続において、各々のそのような母音は区切られた音節の代わりになる。例：shierak [ʃi.e.ˈɾak] 星, rhaesh [ɾha.ˈeʃ] 国, khaleesi [ˈxa.l̪e.e.si] 女王、族長夫人

## 文法
基本語順はSVO型である。名詞句において指示詞が最初に来るが、形容詞、所有、前置詞句は名詞の後に置く。
rakh haj 強い男子 (rakh 男子, haj 強い)
alegra ivezh 野生の鴨 (alegra 鴨, ivezh 野生の)
jin arakh このアラク (jin これ, arakh アラク(半月刀))
rek hrakkares あのライオン (rek あれ, hrakkares ライオン)
前置詞も時々使われるが、この言語は第一に屈折語である。接頭辞、接中辞、接尾辞の全てが用いられる。動詞は、完了、過去、現在、未来、二つの命令法で屈折し、また人称、数、極性にも従って屈折する。名詞は、生物と非生物の二つの名詞クラスに分かれる。それらは、主格、対格、属格、与格、奪格の5つの格変化をする。また生物クラスの名詞は数に従って屈折する。

### 語順
基本文において、主語、動詞、目的語の三要素がすべてある場合の語順は、英語同様である。最初に主語(S)、二番目に動詞(V)、最後に目的語(O)が来る。
Khal ahhas arakh.
カールが (S) 研いだ (V) アラクを (O).
日本語の形容詞文のように組まれる場合もある。
Arakh hasa.
アラクが (S) 鋭い (V).
なお名詞句においては、明確な語順がある。その語順は、指示詞、名詞、副詞、形容詞、属格の名詞、前置詞句の順である。前置詞は常に名詞に先行してそれを補完する。
jin ave sekke verven anni m'orvikoon
この 父 とても 凶暴 私の 鞭を伴った
鞭を伴った、私のとても凶暴なこの父
副詞は通常文末につくが、動詞の直後に付くこともある。法分詞は動詞に先行する。

## 例文
Nevakhi vekha ha maan: Rekke, m'aresakea norethi fitte.
/ˈn̪evaxi ˈvexa ha maˈan̪ ˈrekːe ˈmaɾesakea ˈn̪oɾeθi ˈfit̪ːe/
席.属格 存在.三単現 ための 三単.与格 あそこ.対格 と共に.臆病者.与格.複 髪.属格 短い
彼のための席がある、あそこだ、短い髪の臆病者と一緒だ 